# Миссельварден
Миссельварден (нем. Misselwarden, н.-нем. Misselwarrn) — населённый пункт в Германии, земля Нижняя Саксония, район Куксхафен, коммуна Вурстер-Нордзекюсте. До 2015 года был самостоятельной общиной в составе союза общин Ланд-Вурстен.
Население составляет 426 человек (на 2017 год). Занимает площадь 10,32 км². Расположен в историческом регионе Вурстен.

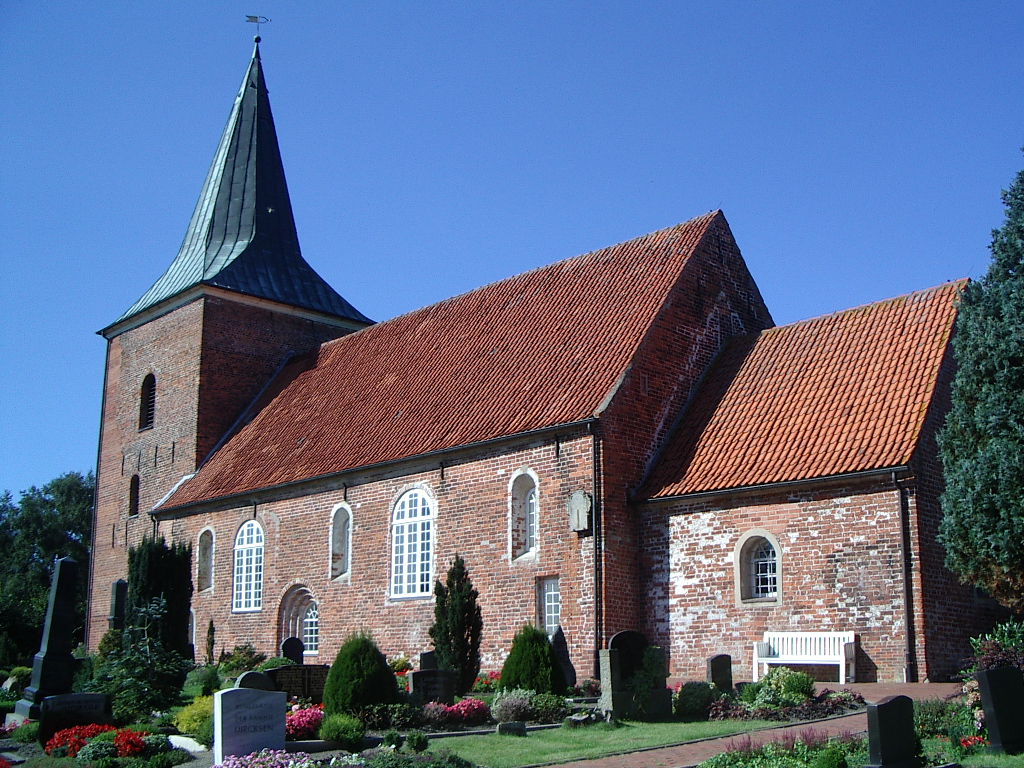
Церковь